# Brienen aan de Maas
Brienen aan de Maas is een Nederlands restaurant. Het restaurant heeft sinds 2007 1 Michelinster. De eigenaar en chef-kok is René Brienen. Hij opende in 2005 Brienen aan de Maas nadat zijn restaurant Kasteeltje Hattem failliet was gegaan. Het heeft 16 van de 20 GaultMillau punten.